# 和田岡村
和田岡村（わだおかむら）は静岡県の西部、佐野郡・小笠郡に属していた村である。現在の掛川市の西端、原野谷川中流域にあたる。

## 地理
- 河川：原野谷川

## 歴史
- 1889年（明治22年）4月1日 - 町村制の施行により各和村、吉岡村、高田村が合併して佐野郡和田岡村が発足。
- 1896年（明治29年）4月1日 - 郡制の施行により所属郡が小笠郡に変更。
- 1954年（昭和29年）3月31日 - 桜木村と合併して北小笠村が発足。同日、和田岡村廃止。

## 交通

### 道路
当時の国道1号（東海道）が村域の南端をかすめている。